# San Francisco Atotonilco
San Francisco Atotonilco är en ort i Mexiko.   Den ligger i kommunen Acaxochitlán och delstaten Hidalgo, i den sydöstra delen av landet, 130 km nordost om huvudstaden Mexico City. San Francisco Atotonilco ligger 1 782 meter över havet och antalet invånare är 1 573.
Terrängen runt San Francisco Atotonilco är kuperad åt sydväst, men åt nordost är den bergig. Runt San Francisco Atotonilco är det ganska tätbefolkat, med 239 invånare per kvadratkilometer. Närmaste större samhälle är Huauchinango, 10,3 km öster om San Francisco Atotonilco. I omgivningarna runt San Francisco Atotonilco växer i huvudsak blandskog.